# Джонні Бойчук
Джон Пол Бойчук (англ. John Paul Boychuk; 19 січня 1984, м. Едмонтон, Канада) — колишній канадський хокеїст, захисник.

## Біографія
У складі юніорської збірної Канади учасник чемпіонату світу 2002.	
Бойчук був задрафтований у 2002 році клубом «Колорадо Аваланш» під загальним 61-м номером. До того, як бути задрафтованным Джонні Бойчук грав за клуб Західної хокейної ліги «Калгарі Хітмен». Свій професійний дебют Бойчук зробив в клубі АХЛ «Герші Берс» в сезоні 2004–2005.
В наступні 4 сезони Бойчук провів у структурі «Аваланш» переважно граючи за фарм-клуби в АХЛ. Джонні Бойчук дебютував у НХЛ за «Колорадо Аваланш» 5 січня 2008 року в матчі з «Нью-Йорк Айлендерс». Бойчук, будучи захисником, дебютував у НХЛ на позиції крайнього нападника.
24 червня 2008 року «Колорадо» обміняло Бойчука на нападника «Бостон Брюїнс» Метта Гендрікса. Бойчук підписав контракт з фарм-клубом «Бостона» «Провіденс Брюїнс» на сезон 2008–2009 і вже в перший його тиждень у клубі був визнаний «Найкращим гравцем тижня в АХЛ». Бойчук був викликаний в основний склад «Брюїнс» 1 грудня 2008 року і дебютував за клуб у виграному матчі з «Тампа-Бей Лайтнінг» 4 грудня 2008 року. Потім Бойчак повернувся в «Провіденс Брюїнс» до кінця сезону, де був визнаний проривом року, а також отримав нагороду Едді Шора, як найкращий захисник АХЛ, забивши 20 шайб і віддавши 46 гольових передач. Також Бойчук потрапив в 1 першу команду зірок АХЛ у сезоні 2008–2009.
Попри те, що перший місяць сезону 2009–2010 Бойчук був змушений пропустити через травму, Бойчук зумів закріпитися у складі «Бостона» і заслужив новий дворічний контракт з клубом.
На 20-й секунді шостого матчу фінальної серії Кубка Стенлі 2011, в якій «Бостон» зустрічався з «Ванкувер Канакс». Гравець «Канакс» Мейсон Реймонд попався на силовий прийом Джонні Бойчука, після якого не зміг продовжити матч. Після медичного обстеження стало ясно, що він отримав перелом шийного хребця і вибув з ладу на декілька місяців. НХЛ не застосувала ніяких штрафних санкцій по Бойчуку, вважаючи його силовий прийом чистим. Кубок Стенлі в сьомому матчі виграли «Брюїнс». Повністю відновитися після травми і знову вийти на лід у складі «Канакс» Реймонд зміг лише в грудні 2011 року.
Під час локауту в сезоні 2012–2013 Бойчук вирушив грати в Австрійську хокейну лігу за команду «Ред Булл». У 15 матчах він набрав 8 очок (2+6).
4 жовтня 2014 року «Бостон» обміняв Бойчука в «Нью-Йорк Айлендерс» на два вибору по друге раунді драфта: в 2015 і 2016 роках.
12 березня 2015 року Бойчук продовжив контракт з «Айлендерс» до 2022 року.
У регулярних сезонах чемпіонатів НХЛ провів 725 матчів (54 голи + 152 передачі), у плей-офф Кубка Стенлі — 104 матчі (13+17).

## Статистика
| Сезон        | Клуб                | Ліга         | Регулярний сезон | Регулярний сезон | Регулярний сезон | Регулярний сезон | Регулярний сезон | Плей-оф | Плей-оф | Плей-оф | Плей-оф | Плей-оф |
| Сезон        | Клуб                | Ліга         | І                | Г                | П                | О                | ШХ               | І       | Г       | П       | О       | ШХ      |
| ------------ | ------------------- | ------------ | ---------------- | ---------------- | ---------------- | ---------------- | ---------------- | ------- | ------- | ------- | ------- | ------- |
| 1999–00      | Калгарі Гітмен      | ЗХЛ          | 1                | 0                | 0                | 0                | 0                | —       | —       | —       | —       | —       |
| 2000–01      | Калгарі Гітмен      | ЗХЛ          | 66               | 4                | 8                | 12               | 61               | 12      | 1       | 1       | 2       | 17      |
| 2001–02      | Калгарі Гітмен      | ЗХЛ          | 70               | 8                | 32               | 40               | 85               | 7       | 1       | 1       | 2       | 6       |
| 2002–03      | Калгарі Гітмен      | ЗХЛ          | 40               | 8                | 18               | 26               | 658              | —       | —       | —       | —       | —       |
| 2002–03      | Мус-Джо Ворріорс    | ЗХЛ          | 27               | 5                | 17               | 22               | 32               | 13      | 2       | 6       | 8       | 29      |
| 2003–04      | Мус-Джо Ворріорс    | ЗХЛ          | 62               | 13               | 20               | 33               | 71               | 10      | 1       | 9       | 10      | 9       |
| 2004–05      | Герші Берс          | АХЛ          | 80               | 3                | 12               | 15               | 69               | —       | —       | —       | —       | —       |
| 2005–06      | Лоуелл-Лок Монстерс | АХЛ          | 74               | 6                | 26               | 32               | 73               | —       | —       | —       | —       | —       |
| 2006–07      | Олбані Рівер-Ретс   | АХЛ          | 80               | 10               | 18               | 28               | 125              | 5       | 1       | 1       | 2       | 4       |
| 2007–08      | Лейк-Ері Монстерс   | АХЛ          | 60               | 8                | 18               | 26               | 63               | —       | —       | —       | —       | —       |
| 2007–08      | Колорадо Аваланш    | НХЛ          | 4                | 0                | 0                | 0                | 0                | —       | —       | —       | —       | —       |
| 2008–09      | Провіденс Брюїнс    | АХЛ          | 78               | 20               | 45               | 65               | 61               | 16      | 3       | 5       | 8       | 19      |
| 2008–09      | Бостон Брюїнс       | НХЛ          | 1                | 0                | 0                | 0                | 0                | —       | —       | —       | —       | —       |
| 2009–10      | Бостон Брюїнс       | НХЛ          | 51               | 5                | 10               | 15               | 43               | 13      | 2       | 4       | 6       | 6       |
| 2009–10      | Провіденс Брюїнс    | АХЛ          | 2                | 1                | 0                | 1                | 0                | —       | —       | —       | —       | —       |
| 2010–11      | Бостон Брюїнс       | НХЛ          | 69               | 3                | 13               | 16               | 45               | 25      | 3       | 6       | 9       | 12      |
| 2011–12      | Бостон Брюїнс       | НХЛ          | 77               | 5                | 10               | 15               | 53               | 7       | 1       | 2       | 3       | 4       |
| 2012–13      | Редд Булл Зальцбург | EBEL         | 15               | 2                | 6                | 8                | 2                | —       | —       | —       | —       | —       |
| 2012–13      | Бостон Брюїнс       | НХЛ          | 44               | 1                | 4                | 6                | 12               | 22      | 1       | 1       | 2       | 2       |
| 2013–14      | Бостон Брюїнс       | НХЛ          | 75               | 5                | 18               | 23               | 45               | 12      | 1       | 1       | 2       | 2       |
| 2014–15      | Нью-Йорк Айлендерс  | НХЛ          | 72               | 9                | 26               | 35               | 14               | 7       | 0       | 2       | 2       | 2       |
| 2015–16      | Нью-Йорк Айлендерс  | НХЛ          | 70               | 9                | 16               | 25               | 31               | 11      | —       | —       | —       | —       |
| 2016–17      | Нью-Йорк Айлендерс  | НХЛ          | 66               | 6                | 17               | 23               | 19               | —       | —       | —       | —       | —       |
| 2017–18      | Нью-Йорк Айлендерс  | НХЛ          | 58               | 6                | 12               | 18               | 30               | —       | —       | —       | —       | —       |
| 2018–19      | Нью-Йорк Айлендерс  | НХЛ          | 74               | 3                | 16               | 19               | 25               | 4       | 0       | 1       | 1       | 0       |
| 2019–20      | Нью-Йорк Айлендерс  | НХЛ          | 64               | 2                | 9                | 11               | 14               | 3       | 0       | 0       | 0       | 0       |
| Усього в НХЛ | Усього в НХЛ        | Усього в НХЛ | 725              | 57               | 152              | 206              | 331              | 104     | 13      | 17      | 30      | 40      |

## Досягнення і нагороди
- Нагорода Едді Шора (2009)
- Учасник матчу усіх зірок АХЛ (2009)
- Перша команда усіх зірок АХЛ (2009)
- Володар Кубка Стенлі (2011)